# Les Fusils d'Avalon
Les Fusils d'Avalon (titre original : The Guns of Avalon) est un roman de fantasy publié en 1972, le deuxième du cycle des Princes d'Ambre de l'écrivain américain Roger Zelazny. Il fait suite au roman Les Neuf Princes d'Ambre.

## Résumé
Corwin, presque totalement remis de ses quatre années de captivité, entreprend un voyage à destination d’Avalon, une « Ombre » sur laquelle il régnait jadis et où il espère trouver le moyen de reprendre le trône à Éric. En chemin, dans une Ombre appelée Lorraine, il tombe sur un chevalier blessé entouré des cadavres de ses agresseurs ; il décide alors de lui porter secours et l’emmène au château du seigneur local, Ganelon. Celui-ci s’avère être son ancien homme de confiance qu’il avait jadis exilé d’Avalon pour trahison ; Corwin parvient toutefois à dissimuler son identité à son hôte, qui lui raconte alors d’étranges faits : dans ce monde est apparue une zone maléfique, le Cercle noir, à l’intérieur duquel apparaissent des créatures monstrueuses qui font des incursions dans le pays pour massacrer ses habitants et piller leurs maisons. Le Cercle noir s’agrandit continuellement et Ganelon, qui assure la régence du pays depuis la mort du roi, n’a de cesse de repousser les armées d’invasion qui en sont issues. Acceptant de se mettre au service de Ganelon, Corwin pénètre dans le cercle à la tête d’une armée et réussit à détruire l’enchantement qui permettait aux monstres du cercle de pénétrer en Lorraine.
Il comprend alors que le Cercle noir n’est autre qu’un effet de sa propre malédiction sur Ambre, prononcée alors qu’il venait d’être vaincu par Éric, et que l’univers d’Ambre est menacé par l’incursion des forces du Chaos qui se situent au-delà des Ombres. Corwin se remet alors en route pour Avalon, accompagné de Ganelon à qui il a révélé sa véritable identité et qui a décidé de l’aider dans sa quête. Les deux compagnons retrouvent Avalon en guerre contre des forces maléfiques du même genre que celles issues du Cercle noir. À son grand étonnement, Corwin découvre que le Protecteur, chef des armées d’Avalon, n’est autre que Bénédict, son frère aîné que tout le monde croyait mort. Au cours de leurs retrouvailles, Corwin raconte toute son histoire à son frère, qui l’invite à rester dans ce monde pour se reposer. Bénédict, persuadé que leur père Obéron, le roi disparu, est toujours vivant, n’a aucune ambition sur le trône malgré ses qualités de combattant et n’approuve pas vraiment les projets de reconquête de Corwin.
Un jour, alors que Corwin dort le long d’une rivière, survient une jeune fille qui se présente à lui comme l’arrière-petite fille de Bénédict – le Temps n’a en effet aucune prise sur les princes d’Ambre. Elle se mesure à Corwin en duel puis lui raconte son histoire : Bénédict, père de sa grand-mère, a tenu à la mettre à l’écart des complots et des machinations de la cour d’Ambre en la gardant secrètement en Ombre. Corwin lui révèle quelques secrets sur sa famille et Dara lui fait part de son désir de traverser la Marelle pour acquérir les mêmes pouvoirs que les autres membres de sa famille. Puis il repart mettre à exécution son projet initial : récupérer du rouge à polir, une substance qui ne se trouve qu’en Avalon et qui présente la particularité unique d’être combustible sur Ambre, ce que la poudre à canon classique n’est pas. Avec ce rouge à polir, Corwin espère équiper une armée d’armes à feu spéciales et l’utiliser pour renverser Éric. Revenant au camp de Benedict, Corwin rencontre de nouveau Dara et couche avec elle, avant de repartir précipitamment avec Ganelon, craignant la colère de Bénédict.
Au cours de leur traversée d’Ombre, Corwin et Ganelon rencontrent une étrange route ressemblant fortement au Cercle Noir de Lorraine. Cette Route Noire traverse les Ombres et conduit toutes sortes de monstruosités depuis le Chaos jusqu’en Ambre. Corwin parvient à la franchir en utilisant le pouvoir de la Marelle qui est en lui, et affronte ensuite Bénédict qui l’accuse du meurtre de ses serviteurs et veut le tuer. Il l’assomme par la ruse et poursuit son voyage.
Parvenus sur l’Ombre Terre, notre monde, Corwin et Ganelon se procurent des armes à feu adaptées à la poudre de rouge à polir. Corwin reçoit une lettre d’Éric dans laquelle ce dernier lui demande de faire la paix et de ne pas attaquer Ambre, car elle a déjà fort à faire contre les envahisseurs issus de la Route Noire. Ignorant la requête de son frère, Corwin rassemble une armée et retourne en Ambre. Là, il trouve les forces d’Ambre et du Chaos en pleine bataille, et Éric mortellement blessé. Il décide alors d’aider sa famille avec ses troupes équipées d’armes à feu. Alors que les ennemis sont repoussés, Dara, qui était parvenue jusqu’en Ambre, profite de la confusion pour pénétrer au cœur du palais afin de traverser la Marelle. Corwin, pensant qu’elle n’est pas une descendante de Bénédict, se lance à sa poursuite mais arrive trop tard : Dara est déjà sur la Marelle, et prédit la destruction d’Ambre avant de disparaître.